# 若昂五世
唐·若昂五世（葡萄牙語：Dom João V de Portugal；1689年10月22日—1750年7月31日）全名若昂·弗朗西斯科·安東尼奧·何塞·本托·貝爾納多·德·布拉幹薩（João Francisco António José Bento Bernardo de Bragança），綽號寬宏大量者（o Magnânimo）或葡萄牙太陽王（o Rei-Sol Português）是葡萄牙國王佩德羅二世和普法爾茨-諾伊堡的瑪麗·索菲之子，並於1706年12月9日至1750年7月31日期間在位為葡萄牙和阿爾加維國王。若昂五世在位期間王權的聲譽、威望達到了新的高度。
若昂五世在位期間，大量黃金湧入國庫，其中大量來自葡萄牙殖民地巴西和馬拉尼昂的皇家第五稅。此外，若昂五世對建築作品投入了大量資金，其中最出名的就是马夫拉宫，並為他的大量藝術和文學收藏委託和擴建。由於渴望獲得國際外交承認，約翰還斥巨資向歐洲各國派遣大使，最著名的是他於1715年向巴黎和1716年向羅馬派遣的大使館。
對內，若昂五世在政治上無視傳統的管理機構，反而以專制君主的身份統治葡萄牙。對外，若昂五世與前幾代布拉幹薩王朝的君主一樣奉行與其他歐洲國家保持良好關係的政策。若昂五世統治期間，對他國事務進行了多次干預，尤其是在西班牙王位繼承戰爭。在對待殖民地，若昂五世奉行擴張主義，在葡屬印度和葡屬美洲獲得了大量的殖民地。若昂五世統治期間最後一項外交壯舉就是馬德里條約。這個條約確立了現代巴西的邊界。
除此之外，若昂五世也是一位十分虔誠的君主。他每天的時間大多花在祈禱和宗教研究上。他對天主教會的熱情奉獻以及向羅馬教廷的一些巨額捐款，獲得教宗本篤十四世的對其身份的合法性。教宗還授予若昂五世「最忠實的陛下」（Sua Majestade Fidelíssima）的稱號。這對他來說非常有吸引力。然而，約翰與教宗的關係在他統治的不同時期有所不同。在五位不同教皇統治時期的不同時期，既有密切的關係，也有衝突。

## 早年生活
若昂於1689年10月22日出生於里斯本里韦拉宫，是葡萄牙國王佩德羅二世和王后瑪麗·索菲之子。若昂於同年11月19日在皇宮教堂接受洗禮，命名為若昂·弗朗西斯科·安東尼奧·何塞·本托·貝爾納多（João Francisco António José Bento Bernardo de Bragança）。前一年，國王和王后剛誕下一名男嬰巴西親王若昂，但出生幾週後就夭折了。因此，宮廷為王國有了新的男性繼承人而欣喜若狂。若昂在受洗後並沒有授予法定繼承人的傳統頭銜——巴西親王和布拉幹薩公爵，反而只是授予王子的頭銜，以表達對夭折的哥哥的尊重。

## 頭銜、稱號和紋章

### 頭銜和稱號
在1706年起繼位為葡萄牙國王後，若昂五世的稱號為蒙上帝恩典，葡萄牙和阿爾加維以及非洲海內外國王，幾內亞領主，埃塞俄比亞、阿拉伯、波斯和印度等征服、航海和商業的領主等（By the Grace of God, King [or Queen] of Portugal and the Algarves before and beyond the sea in Africa, Lord of Guinea and of Conquest, Navigation, and Commerce of Ethiopia, Arabia, Persia, and India, etc.）
- 1689年10月22日−1696年12月01日：最尊貴的唐·若昂王子殿下
 His Highness the Most Serene Infante Dom João of Portugal
- 1696年12月10日−1706年12月09日：巴西親王殿下
 His Royal Highness the Prince of Brazil
- 1706年12月09日−1748年12月23日：葡萄牙和阿爾加維國王陛下
 His Majesty the King of Portugal and the Algarves
- 1748年12月23日−1750年07月31日：最忠實的葡萄牙和阿爾加維國王陛下
 His Most Faithful Majesty the King of Portugal and the Algarves